# Halagi, Haveri
Halagi là một làng thuộc tehsil Haveri, huyện Haveri, bang Karnataka, Ấn Độ.